# Osie Johnson
Osie Johnson, pseudonimo di James Osle Johnson (Washington, 11 gennaio 1923 – New York, 10 febbraio 1966), è stato un batterista, cantante e compositore statunitense.
Batterista perfetto sia nel senso del tempo, del timbro e dello swing, pur non essendo tra i batteristi più virtuosi, pose la proprià sobrietà professionale al servizio dei più grandi jazzisti che non esitarono a richiedere la sua collaborazione come prezioso sideman di sessione.

## Biografia
Dopo gli studi musicali, il suo debutto professionale è datato 1941 in un gruppo chiamato Harlem Dictators, che lasciò nel 1942, unendosi nella formazione di Sabby Lewis.
Dopo il servizio militare (1944 e 1945, nell'orchestra della Marina statunitense), si esibì in vari club di Chicago per poi effettuare alcune tournée con vari jazzleader (Earl Hines, Illinois Jacquet, Tony Scott, ecc.).
Fu dal 1954 attivo sessionman, tra i più richiesti di New York, presente in innumerevoli albums dei più importanti jazzisti del periodo, fu anche ingaggiato dalle emittenti nazionali quali la CBS e NBC: lavorò con Harry Belafonte e Aretha Franklin.
Fu anche un ottimo cantante (si può ascoltarlo ad esempio nel brano Osie's Blues) e arrangiatore.
Limitata la sua discografia come leader.
Morì appena quarantatreenne per problemi renali.

## Discografia (In ordine di pubblicazione)

### Come Leader
- 1955 - Osie's Oasis (Period Records, SPL-1108)
- 1955 - Johnson's Whacks (Period Records, SPL-1112)
- 1956 - Swingin' Sounds (Jazztone Records, J-1234) Raccolta
- 1956 - A Bit of the Blues (RCA Victor Records, LPM-1369)
- 1957 - The Happy Jazz of Osie Johnson (Bethlehem Records, BCP-66) Raccolta

### Collaborazioni (In ordine alfabetico con data di pubblicazione)
con Manny Albam
- 1956 - The Drum Suite (RCA Victor Records, LPM 1279)

con Mose Allison
- 1962 - I Don't Worry About a Thing (Atlantic Records, LP/SD 1389)

con Anamari
- 1964 - Anamari (Atlantic Records, LP/SD 8092)

con Pat Bowie
- 1965 - Out of Sight! (Prestige Records, PRST 7385)
- 1965 - Feeling Good (Prestige Records, PRST 7437)

con Bob Brookmeyer
- 1957 - Brookmeyer (Vik Records, LX 1071)
- 1958 - Kansas City Revisited (United Artists Records, UAL 4008/UAS 5008)

con Bob Brookmeyer, Jim Hall e Jimmy Raney
- 1957 - The Street Swingers (World Pacific Records, PJ 1238)

con Ralph Burns
- 1956 - Bijou (Jazztone Records, J-1036)
- 1956 - Jazz Studio 5 (Decca Records, DL 8235)

con Kenny Burrell
- 1980 - Freedom (Blue Note Records, GXF-3057/GXK-8170)
- 1983 - Bluesin' Around (Columbia Records, FC 38507)

con John Carisi
- 1962 - Into the Hot (Impulse! Records, A/AS-9)

con Eddie Chamblee
- 1958 - Chamblee Music (EmArcy Records, MG 36124)

con Jimmy Cleveland
- 1956 - Introducing Jimmy Cleveland and His All Stars (EmArcy Records, MG 36066)
- 1965 - Rhythm Crazy (EmArcy Records, MGE 26003)

con Freddy Cole
- 1964 - Waiter, Ask the Man to Play the Blues (Dot Records, DLP 3316)

con Chris Connor
- 1955 - This Is Chris (Bethelehem Records, BCP 20)
- 1956 - Chris Connor (Atlantic Records, LP/SD 1228)
- 1958 - A Jazz Date with Chris Connor (Atlantic Records, LP 1286)
- 1957 - Chris Connor Sings the George Gershwin Almanac of Song (Atlantic Records, LP 2-601)
- 1959 - Witchcraft (Atlantic Records, LP/SD 8032)
- 1960 - A Portrait of Chris (Atlantic Records, LP/SD 8046)

con Joe DeRise
- 1955 - Joe DeRise Sings (Bethlehem Records, BCP 1039)

con Leonard Feather e Ralph Burns
- 1954 - Winter Sequence (MGM Records, D135)

con Curtis Fuller
- 1962 - Cabin in the Sky (Impulse! Records, A/AS-22)

con Barry Galbraith
- 1958 - Guitar and the Wind (Decca Records, DL 9200)

con Terry Gibbs
- 1956 - Swingin' with Terry Gibbs and His Orchestra (EmArcy Records, MG 36103)

con Betty Glamann
- 1956 - Swingin' on a Harp (Mercury Records, MG 20169)

con Paul Gonsalves
- 1963 - Tell It the Way It Is! (Impulse! Records, A/AS-55)

con Urbie Green
- 1955 - Urbie Green: East Coast Jazz/6 (Bethlehem Records, BCP 14)

con Lionel Hampton
- 1964 - You Better Know It!!! (Impulse! Records, A/AS-78)

con Johnny Hartman
- 1957 - Johnny Hartman: The Debonair Mr. Hartman (Bethlehem Records, BCP 6014)
- 1965 - The Voice That Is! (Impulse! Records, A/AS-74)

con Milt Hinton
- 1955 - Milt Hinton: East Coast Jazz/5 (Bethlehem Records, BCP 10)

con Billie Holiday
- 1973 - Broadcast Performances, Vol.3: 1956-1958 (ESP-Disk' Records, ESP 3006)

con Hank Jones
- 1958 - The Talented Touch (Capitol Records, T/ST 1044)
- 1964 - This Is Ragtime Now! (ABC-Paramount Records, ABC-496)

con Jonah Jones
- 1955 - Jonah Jones Sextet (Bethlehem Records, BCP 1014)

con Quincy Jones
- 1959 - The Birth of a Band! (Mercury Records, MG 20444)

con Barbara Lea
- 1956 - Barbara Lea (Prestige Records, PRLP 7065)
- 1957 - Lea in Love (Prestige Records, PRLP 7100)
- con Mundell Lowe
- 1958 - Porgy & Bess (RCA Camden Records, CAL-490)

con Howard McGhee
- 1956 - Life Is Just a Bowl of Cherries (Bethlehem Records, BCP 61)

con Patty McGovern e Thomas Talbert
- 1956 - Wednesday's Child (Atlantic Records, LP 1245)

con Hal McKusick
- 1955 - Hal McKusick: East Coast Jazz/8 o Hal McKusick Quartet (Bethlehem Records, BCP 16)
- 1957 - The Jazz Workshop (RCA Victor Records, LPM-1366)
- 1957 - Jazz at the Academy (Coral Records, CRL 57116)

con Carmen McRae
- 1955 - Carmen McRae (Bethlehem Records, BCP 1023)

con Helen Merrill
- 1955 - Helen Merrill (EmArcy Records, MG 36006)
- 1965 - The Artistry of Helen Merrill (Mainstream Records, 56014)

con Joe Mooney
- 1958 - Lush Life (Atlantic Records, LP/SD 1255)

con Marilyn Moore
- 1957 - Moody (Bethlehem Records, BCP 73)

con Sam Most
- 1955 - I'm Nuts About the Most...Sam That Is! (Bethlehem Records, BCP 18)

con Jackie Paris
- 1956 - Can't Get Started with You (Wing Records, MGW 60004)

con Gerry Mulligan e Bob Brookmeyer
- 1958 - Jazz Concerto Grosso (ABC-Paramount Records, ABC-225)

con Oscar Pettiford
- 1955 - Basically Duke (Bethlehem Records, BCP 1019)
- 1955 - Volume 2 (Bethlehem Records, BCP 33)
- 1956 - The Oscar Pettiford Orchestra in Hi-Fi (ABC-Paramount Records, ABC-135)

con Sylvia Pierce, Rita Reys e Peggy Serra
- 1957 - New Voices (Dawn Records, DLP 1125)

con Bob Prince
- 1959 - Saxes Inc. (Warner Bros. Records, W 1336)

con Joe Puma
- 1961 - Like Tweet: Jazz Versions of Authentic Bird Calls (Columbia Records, CS 8418)

con Freddie Redd
- 1960 - Music from the Connection (Felsted Records, FL 7512)

con Aaron Sachs
- 1955 - Aaron Sachs Quintette (Bethlehem Records, BCP 1008)
- 1957 - Clarinet and Co. (Rama Records, RLP 1004)

con Bobby Scott
- 1955 - The Compositions of Bobby Scott: East Coast Jazz/1 (Bethlehem Records, BCP 1009)

con Shirley Scott
- 1964 - Great Scott!! (Impulse! Records, A/AS-67)

con Carol Stevens e Phil Moore
- 1957 - Carol Stevens with Phil Moore's Music (Atlantic Records, LP 1256)

con Sonny Stitt
- 1963 - Now! (Impulse! Records, A/AS-43)

con Thomas Talbert
- 1957 - Bix, Duke, Fats (Atlantic Records, LP/SD 1250)

con Lucky Thompson
- 1956 - Intimate Jazz in Hi-Fi, Accent on Tenor Sax (Urania Records, UJLP 1206)

con Joan Toliver
- 1965 - The Most Unusual Joan Toliver (Philips Records, PHM 200-186)

con Dinah Washington
- 1957 - The Swingin' Miss D (EmArcy Records, MG 36104)

con Frances Wayne
- 1957 - The Warm Sound: Frances Wayne (Atlantic Records, LP 1263)

con Ben Webster
- 1964 - See You at the Fair (Impulse! Records, A/AS-65)